# Relaciones Guatemala-Mongolia
Las relaciones Guatemala-Mongolia son las relaciones internacionales entre Mongolia y Guatemala. Los dos países establecieron relaciones diplomáticas el 3 de julio de 2006.

## Relaciones diplomáticas
Guatemala y Mongolia entablaron relaciones diplomáticas el 3 de julio de 2006. Ambos países han mantenido embajadores concurrentes desde Nueva York, pero Guatemala cambió esta práctica alrededor de 2020 y estableció la Embajada de Guatemala en la República de Corea como su concurrencia para el Estado de Mongolia. 